# ハルFC
ハル・フットボール・クラブ（Hull Football Club）、通称ハルまたはハルF.C.は、1865年創設のプロラグビーリーグフットボールクラブである。本拠地はイングランド、イースト・ライディング・オブ・ヨークシャー、ハル。スーパーリーグに参加しており、1996年から1999年まではハル・シャークス（Hull Sharks）と呼ばれた。
ハルFCはハダーズフィールドで1895年に結成された北部ラグビーフットボール連合の22の創立メンバーの1つである。その年のうちにAirlieストリート、ザ・ブールバードにあるハル・アスレティック・クラブのグラウンドに移った。これによって「Airlie Birds」という愛称が生まれた。伝統的に、ハル川を境界線として、ハルの西側に住む人々はハルFCを応援するのに対して、東半分の人々はハル・キングストン・ローヴァーズを応援する。
「Old Faithful」が伝統的なハルFCの応援歌である。チームはサッカークラブのハル・シティとKCスタジアムを共用している。クラブのマスコットは「Airlie Bird」である。

## タイトル・表彰

### 主要タイトル
| 大会                         | 優勝回数 | 優勝年                                               |
| ---------------------------- | -------- | ---------------------------------------------------- |
| ディビジョン1/スーパーリーグ | 6        | 1919–20, 1920–21, 1935–36, 1955–56, 1957–58, 1982–83 |
| チャレンジカップ             | 5        | 1913–14, 1981–82, 2005, 2016, 2017                   |

### その他のタイトル
| 大会                    | 優勝回数 | 優勝年                                      |
| ----------------------- | -------- | ------------------------------------------- |
| プレミアシップ          | 1        | 1990–91                                     |
| リーグカップ            | 1        | 1981–82                                     |
| BBC2 Floodlitトロフィー | 1        | 1979–80                                     |
| RFLヨークシャーリーグ   | 4        | 1918–19, 1922–23, 1926–27, 1935–36          |
| RFLヨークシャーカップ   | 5        | 1923–24, 1969–70, 1982–83, 1983–84, 1984–85 |